# Eduardo Trigueros
Eduardo Trigueros Saravia (Pasaje, Durango, 17 de abril de 1907-Ciudad de México, 13 de febrero de 1955) fue un abogado mexicano. Obtuvo su título de abogado en 1928 de la Escuela Libre de Derecho, institución de la cual fue catedrático de Derecho Internacional Privado. La Universidad Nacional Autónoma de México lo nombró doctor ex officio en 1950. También se desempeñó como jefe del departamento jurídico del Banco Nacional de México, asesor de la Secretaría de Educación Pública y de la Secretaría de Relaciones Exteriores. El gobierno de Francia le condecoró con la Legión de Honor. Trigueros se distinguió por la interpretación del artículo 121 de la constitución mexicana.
Conferencista y escritor de numerosos artículos, fue escritor de Derecho Internacional Privado y Bancario entre cuyas obras destacan La nacionalidad mexicana, Evolución doctrinal del derecho internacional privado, La aplicación de leyes extrañas, Trayectoria del derecho mundial y La apertura de créditos en bancos.